# Спаркман, Джон
Джон Джексон Спаркман (англ. John Jackson Sparkman; 20 декабря 1899 — 16 ноября 1985) — американский юрист и политик из Алабамы. Будучи представителем южных демократов, Спаркман был членом Палаты представителей США с 1937 по 1946 год и Сенатором с 1946 по 1979 год. Он был кандидатом от Демократической партии на пост вице-президента США на выборах 1952 года.
Спаркман родился в округе Морган в штате Алабама в 1899 году и основал юридическую практику в Хантсвилле после окончания школы права Университета Алабамы. Он выиграл выборы в Палату представителей в 1936 году и стал партийным организатором парламентского демократического большинства в 1946 году. В 1946 году Спаркман был избран в Сенат на досрочных выборах. Находясь в Сенате, он помог основать Центр космических полетов имени Маршалла и был председателем нескольких комитетов. Спаркман был кандидатом на пост вице-президента Эдлая Стивенсона на выборах 1952 года, но потерпел поражение от кандидатов республиканской партии Дуайта Эйзенхауэра и Ричарда Никсона.
Спаркман был известен как сторонник сегрегации и, будучи членом Сената, регулярно голосовал против законодательства о гражданских правах. Он назвал решение Верховного суда по делу «Браун против Совета по образованию», запретившее сегрегацию в школах, судебной узурпацией. Спаркман подписал Южный манифест 1956 года, в котором обещал противостоять расовой интеграции. В 1977 году он стал сенатором от Алабамы с самым долгим сроком полномочий, что было превзойдено Ричардом Шелби в 2019 году. Спаркман решил не баллотироваться на переизбрание в 1978 году и ушел в отставку с государственной должности в следующем году. Он умер в 1985 году.